# Melanotaeniidae
De regenboogvissen (Melanotaeniidae) behoren tot de orde van de Koornaarvisachtigen (Atheriniformes) en zijn een familie van kleine, kleurrijke, zoetwatervissen die aangetroffen worden in noordelijk en oostelijk Australië en Nieuw-Guinea en in de Zuidoost Azië Eilanden.
Het dominante regenboogvisgeslacht en diens vele soorten hebben een naam afgeleid van de algemene naam Melanotaenia van Oudgrieks μέλας, melas (=zwart) en ταινία, tainia (=band). Vertaald betekent het "zwarte band hebbende" en is een referentie aan de in de zij aanwezige zwarte band die over de lichamen lopen van de vissen in het geslacht Melanotaenia.
Regenboogvissen zijn populaire auquariumvissen, blue-eyes van het geslacht Pseudomugil, die een ander kleine kleurrijke vis zijn in een vergelijkbare leefomgeving. Wilde regenboogvispopulaties zijn sterk beïnvloed door de agressieve geïntroduceerde Gambusia holbrooki.
Regenboogvissen zijn scholenvissen. Men houdt ze in gevangenschap dan ook best in een groepje van 8 a 10 stuks. 

## Geslachten en soorten
- Cairnsichthys Allen, 1980
- Chilatherina Regan, 1914
- Glossolepis Weber, 1907
- Iriatherina Meinken, 1974
- Melanotaenia Gill, 1862
- Pelangia Allen, 1998
- Rhadinocentrus Regan, 1914